# Vreemdheid
Vreemdheid is een grootheid in de kwantummechanica en is een eigenschap van een deeltje. De drager van de vreemdheid is de vreemde quark. Vreemdheid wordt met de {\displaystyle S} aangegeven en is gedefinieerd als
{\displaystyle S=-(n_{s}-n_{\bar {s}})},
waarbij {\displaystyle n_{s}} het aantal vreemde quarks in een deeltje is en {\displaystyle n_{\bar {s}}} het aantal vreemde antiquarks. De vreemdheid van protonen en neutronen is nul. Dat zijn baryonen, maar ook de pionen hebben vreemdheid 0. Van de kaonen hebben K0 en K+ een vreemdheid 1 en hun antideeltjes {\displaystyle {\overline {K}}}0 en K− een vreemdheid −1. Sigma-baryonen en het lambda-baryon hebben ook vreemdheid −1. De ksi-baryonen hebben vreemdheid −2. De vreemdheid blijft in de meeste reacties behouden, maar er zijn reacties als gevolg van de zwakke kernkracht waarbij de vreemdheid verandert. Zo kan een K0 met vreemdheid 1 overgaan in een {\displaystyle {\overline {K}}}0 met vreemdheid −1.
Alle deeltjes zijn verenigd in het standaardmodel van de deeltjesfysica.